# Herman Teirlinck
Pour sa biographie, voir Herman Teirlinck (film).
Herman Teirlinck, né à Molenbeek-Saint-Jean le 24 février 1879 et mort à Beersel le 4 février 1967, est un écrivain belge néerlandophone.

## Biographie
Herman Louis Cesar Teirlinck, né à Molenbeek-Saint-Jean le 24 février 1879 est le fils de l'écrivain et folkloriste Isidoor Teirlinck. Il se marie à deux reprises.
Il fait ses études à l'Athénée de Bruxelles puis à l'Université libre de Bruxelles en sciences naturelles dans un premier temps et ensuite à l'Université de Gand en philologie germanique.
Il est professeur de littérature et directeur de l'Institut supérieur des arts décoratifs, professeur de littérature néerlandaise à l'École normale pour garçons de la ville de Bruxelles et à l'Académie des beaux-arts d'Anvers.
À partir de 1903, il s'installe à la campagne à Linkebeek. C'est là qu'il s'essaie au théâtre à partir de 1904 au sein du groupe de théâtre amateur « De eendracht ». Il écrit des textes, compose des partitions et réalise la mise en scène des pièces de théâtre. C'est également à partir de 1905 que ses romans trouvent leur public d'abord en Hollande puis en Belgique.
Il est un artiste polyvalent :— poète et prosateur, essayiste et dramaturge, fondateur de revues littéraires, ainsi que dessinateur et peintre, enlumineur et créateur de mobilier, enseignant et conférencier, acteur et réalisateur —, il est aussi auteur de scénarios.
À plusieurs reprises, Teirlinck participe activement à des revues qui ont joué un rôle clé dans le renouveau de la littérature flamande.
Herman Teirlinck est également précepteur du futur roi Léopold III.
Le cinéaste Henri Storck lui a consacré un film biographique en 1954.
La maison de Teirlinck à Beersel est actuellement un musée consacré à l'écrivain et une galerie d'art.

## Distinctions
- Herman Teirlinck est le premier lauréat du prix des lettres néerlandaises en 1956.
- Grand officier de l'ordre d'Orange-Nassau en 1956 (Pays-Bas).

## Hommage
La bibliothèque communale néerlandophone d'Evere commémore son nom.
Le nouveau centre administratif du gouvernement flamand à Bruxelles, situé juste à côté de Bruxelles Environnement, sur le site de Tour et Taxis, porte son nom.